# Troglav (album)
Troglav je tretji studijski album kamniške hip hop zasedbe Matter, ki je izšel pri založbi rx:tx novembra in decembra 2018. Izšel je v treh delih v obliki EP-jev, imenovanih Troglav I, Troglav II in Troglav III, ki so bili izdani z razmikom enega tedna: 30. novembra, 7. decembra in 14. decembra. Po izidu tretjega dela je skupina izdala tudi dolgometražni album Troglav, ki vsebuje vseh 17 pesmi iz treh delov. Skupina je album opisala kot "saga pod Alpami."
Ob izidu tretjega dela, Troglav III, je bila v Kinu Šiška v Ljubljani tudi uradna predstavitev albuma. Poleg Matter sta nastopila tudi nu dance projekt YGT in neuveljavljeni raper Acty. 22. decembra je bila tudi predstavitev v Kinu Udarnik v Mariboru, nastopil je tudi raper YNGFirefly.

## Ozadje
Malo več kot dva meseca po izidu predhodnjega albuma, Mrk, je skupina izdala pesem "Ljubljana", za katero so uporabili isti videospot kot pri singlu "Bejrut".
V letu 2018 sta izšla singla "Le le" (ki na koncu ni bil vključen na album) in "Sedimenti", novembra pa je izšel videospot za pesem "27 kometov", s katero je skupina napovedala, da bo izdala tridelni album Troglav in napovedala koncert v Kinu Šiška 14. decembra. Decembra so izdali še singl "Jiu Jitsu" z videospotom, ki ga je režiral Bonino Englaro.
Kljub temu da se album imenuje enako kot gora Troglav v Dinarskem gorovju v Bosni in Hercegovini, se naslov najverjetneje ne navezuje nanj. V intervjuju na radijski postaji Val 202 so povedali, se album imenuje po asociaciji na staroslovanskega boga Triglava.
Skupina je kot opombo na Bandcamp strani ob izidu vsakega dela napisala: »Svet senc iz podalpskega podzemlja je še bolj kot v prvih dveh delih utopljen v trapersko procesiranih vokalnih linijah, ki nihajo med petjem, pripovedovanjem zgodb iz betonskih naselij, zaklinjanjem in rapom ter značilnimi beati, v katerih so udarci bobnov posejani še bolj na redko kot v prejšnjih delih trilogije.« Ni znano, ali skupina s tem napoveduje, da bo to njen zadnji album, ali pa le tretji del trilogije Amphibios – Mrk – Troglav.

## Naslovnica
Naslovnice treh EP-jev in albuma so v barvah slovenske zastave (imenovanih tudi panslovanske barve, saj se pojavljajo v zastavah večine slovanskih narodov). Vsebujejo simbol najvišje slovenske gore Triglava, ki je prav tako sestavni element grba slovenske zastave.
V intervjuju je skupina povedala, da so naslovnice izbrali, ker so želeli nasprotovati trendu na sodobni umetniški sceni, ko "vsi zažigajo zastave" (s smotrom nasprotovanja nacionalizmu in patriotizmu). Povedali so: "Ni nujno, da si konzervativec, če to sprejmeš [...] Čim se odmakneš od tega, bojo takoj [drugi ljudje] definirali te simbole."
Levanael je v intervjuju s portalom Odzven povedal, kako so se odločili, kako razporediti pesmi med EP-je: "Imel sem kar nekaj različic, a sem se na koncu odločil, da grem po intuiciji barv: bela, rdeča, modra. Prvi del je tako izpadel svetlejši in nedolžen, lahko bi rekli v izi  [sic]. Drugi del je rdeč, močnejši, skoraj vojaški. Tretji pa je moder kot modrost."

## Kritični odziv
V pozitivni recenziji v Mladini je Goran Kompoš album ocenil s 5 od 5 zvezdic (oceno sta prejela tudi prejšnja dva albuma Matter). V recenziji je zapisal: "Čeprav je ob novih skladbah takoj jasno, da gre za Matter, je razlika v dodelanosti izraza v primerjavi s predhodno ploščo še veliko večja kot razlika med prvima dvema." Dodal je še, da skupina "očitno vre od ustvarjalnosti."
Na Radiu Študent je bil album uvrščen na 4. mesto na seznam Naj tolpe bumov 2018, seznam najboljših slovenskih albumov leta, na portalu 24ur.com pa na 12. mesto. Na mednarodnem portalu Beehype je bil uvrščen na 3. mesto najboljših slovenskih albumov leta.

### Priznanja
| objava        | uvrstitev | seznam                  |
| ------------- | --------- | ----------------------- |
| Radio Študent | 4.        | Naj tolpe bumov 2018    |
| 24ur.com      | 11.       | Domači albumi leta 2018 |
| Beehype       | 3.        | Best of 2018            |

## Seznam pesmi
Vso glasbo sta napisala Luka Lah in Dario Nožič Serini, vsa besedila pa Dario Nožič Serini in Matej Tunja.
| Troglav I       | Troglav I       | Troglav I |
| Št.             | Naslov          | Dolžina   |
| --------------- | --------------- | --------- |
| 1.              | „Aurora‟        | 4:25      |
| 2.              | „Vse zate‟      | 3:04      |
| 3.              | „Sedimenti‟     | 3:32      |
| 4.              | „Vendeta‟       | 2:28      |
| 5.              | „Laki‟          | 5:13      |
| Skupna dolžina: | Skupna dolžina: | 18:42     |

| Troglav II      | Troglav II      | Troglav II |
| Št.             | Naslov          | Dolžina    |
| --------------- | --------------- | ---------- |
| 1.              | „Večni koraki‟  | 4:52       |
| 2.              | „Bele gazele‟   | 3:00       |
| 3.              | „27 kometov‟    | 5:17       |
| 4.              | „Nana‟          | 4:17       |
| 5.              | „Jiu Jitsu‟     | 4:48       |
| 6.              | „Ljubljana‟     | 4:50       |
| 7.              | „Oz‟            | 3:46       |
| Skupna dolžina: | Skupna dolžina: | 30:43      |

| Troglav III     | Troglav III     | Troglav III |
| Št.             | Naslov          | Dolžina     |
| --------------- | --------------- | ----------- |
| 1.              | „Alibi‟         | 2:27        |
| 2.              | „Sove‟          | 2:38        |
| 3.              | „Leta v sondah‟ | 4:02        |
| 4.              | „Zlato rumeno‟  | 3:03        |
| 5.              | „V tvojem umu‟  | 3:10        |
| Skupna dolžina: | Skupna dolžina: | 15:20       |

## Zasedba
Matter
- Dario Nožić Serini - Dacho – vokal, besedila, programiranje
- Luka Lah - Levanael – programiranje
- Matej Tunja - Tunja – vokal, besedila

Tehnično osebje
- Gregor Zemljič – miks, mastering
- Emil Kozole – oblikovanje
- Sonja Tomić – kostumska podoba